# Hoch-Campbell-Reaktion
Die Hoch-Campbell-Reaktion (auch Hoch-Campbell-Aziridin-Synthese) ist eine Namensreaktion in der Organischen Chemie, welche 1934 erstmals von Joseph Hoch beschrieben und von Kenneth N. Campbell in den frühen 1940er Jahren erweitert wurde. Bei der Reaktion werden aus Oximen mithilfe einer Grignard-Verbindung Aziridine hergestellt.

## Übersichtsreaktion
Bei der Hoch-Campbell-Reaktion reagieren ein Oxim (R1 und R2 = organische Reste) mit einem Überschuss einer Grignard-Verbindung (X = Cl, Br, I; R3 = organischer Rest) und anschließender Hydrolyse zu einem Aziridin. Als Lösungsmittel dient z. B. Toluol oder THF, wobei das Lösungsmittel einen Einfluss darauf hat, ob lediglich ein Hauptprodukt oder verschiedene Isomere des Produkts gebildet werden.

## Reaktionsmechanismus
Die Zugabe einer Grignard-Verbindung zum Oxim 1 führt zur Deprotonierung des Oxims unter Bildung der Verbindung 2. Mit einem weiteren Äquivalent der Grignard-Verbindung bildet sich die Verbindung 3. Unter Abspaltung von O(MgX)2 entsteht das instabile Nitren 4, welches zu Verbindung 5 cyclisiert. Durch die Addition eines weiteren Äquivalents der Grignard-Verbindung bildet sich zunächst ein Aziridinmagnesiumhalogenid 6, welches abschließend durch Hydrolyse zum Aziridin 7 aufgearbeitet wird.

## Beispielreaktion
Bei dem unten gezeigten Beispiel der Hoch-Campbell-Reaktion wird beim Oxim für den Rest R1 eine Phenylgruppe und für R2 lediglich ein Wasserstoffatom verwendet und als Grignard-Verbindung dient Ethylmagnesiumbromid. Die Hydrolyse erfolgt mithilfe einer wässrigen Ammoniumchlorid-Lösung. Dabei bildet sich als Produkt 2-Ethyl-2-phenylaziridin.